# Lignol-le-Château
Lignol-le-Château és un municipi francès situat al departament de l'Aube i a la regió del Gran Est. L'any 2007 tenia 204 habitants.

## Demografia

### Població
El 2007 la població de fet de Lignol-le-Château era de 204 persones. Hi havia 76 famílies de les quals 24 eren unipersonals (20 homes vivint sols i 4 dones vivint soles), 12 parelles sense fills, 32 parelles amb fills i 8 famílies monoparentals amb fills.
La població ha evolucionat segons el següent gràfic:
Habitants censats

### Habitatges
El 2007 hi havia 87 habitatges, 75 eren l'habitatge principal de la família, 6 eren segones residències i 6 estaven desocupats. Tots els 87 habitatges eren cases. Dels 75 habitatges principals, 61 estaven ocupats pels seus propietaris, 9 estaven llogats i ocupats pels llogaters i 5 estaven cedits a títol gratuït; 2 tenien dues cambres, 8 en tenien tres, 18 en tenien quatre i 47 en tenien cinc o més. 62 habitatges disposaven pel capbaix d'una plaça de pàrquing. A 32 habitatges hi havia un automòbil i a 39 n'hi havia dos o més.

### Piràmide de població
La piràmide de població per edats i sexe el 2009 era:
| Homes | Edats   | Dones |
| ----- | ------- | ----- |
| 0     | 95 o +  | 0     |
| 0     | 90 a 94 | 0     |
| 0     | 85 a 89 | 0     |
| 4     | 80 a 84 | 0     |
| 4     | 75 a 79 | 0     |
| 4     | 70 a 74 | 8     |
| 4     | 65 a 69 | 0     |
| 4     | 60 a 64 | 8     |
| 0     | 55 a 59 | 0     |
| 8     | 50 a 54 | 4     |
| 0     | 45 a 49 | 8     |
| 4     | 40 a 44 | 0     |
| 4     | 35 a 39 | 0     |
| 8     | 30 a 34 | 4     |
| 12    | 25 a 29 | 12    |
| 4     | 20 a 24 | 8     |
| 0     | 15 a 19 | 0     |
| 0     | 10 a 14 | 4     |
| 4     | 5 a 9   | 0     |
| 4     | 0 a 4   | 12    |

## Economia
El 2007 la població en edat de treballar era de 116 persones, 92 eren actives i 24 eren inactives. De les 92 persones actives 88 estaven ocupades (50 homes i 38 dones) i 4 estaven aturades (2 homes i 2 dones). De les 24 persones inactives 8 estaven jubilades, 8 estaven estudiant i 8 estaven classificades com a «altres inactius».

### Ingressos
El 2009 a Lignol-le-Château hi havia 76 unitats fiscals que integraven 196 persones, la mediana anual d'ingressos fiscals per persona era de 21.158,5 €.

### Activitats econòmiques
Dels 6 establiments que hi havia el 2007, 1 era d'una empresa alimentària, 2 d'empreses de construcció, 1 d'una empresa de comerç i reparació d'automòbils, 1 d'una empresa d'hostatgeria i restauració i 1 d'una empresa financera.
Dels 2 establiments de servei als particulars que hi havia el 2009, 1 era un paleta i 1 guixaire pintor.
L'any 2000 a Lignol-le-Château hi havia 30 explotacions agrícoles que ocupaven un total de 966 hectàrees.

## Poblacions més properes
El següent diagrama mostra les poblacions més properes.